# Otaria (sous-marin, 1935)
Pour les articles homonymes, voir Otaria (sous-marin).
Le Otaria (en français : Otarie) est un sous-marin de la classe Glauco, en service dans la Regia Marina à partir de 1935 et ayant servi pendant la Seconde Guerre mondiale.

## Caractéristiques
Les sous-marins de la classe Glauco étaient des versions améliorées de la précédente classe Squalo. Ils déplaçaient 1 071 tonnes en surface et 1 326 tonnes en immersion. Les sous-marins mesuraient 73 mètres de long, avaient une largeur de 7,2 mètres et un tirant d'eau de 5,12 mètres.
Pour la navigation de surface, les sous-marins étaient propulsés par deux moteurs diesel FIAT de 1 500 chevaux (1 119 kW), chacun entraînant un arbre d'hélice. En immersion, chaque hélice était entraînée par un moteur électrique CRDA de 600 chevaux-vapeur (447 kW). Ils pouvaient atteindre 17 nœuds (31 km/h) en surface et 8 nœuds (15 km/h) sous l'eau. En surface, la classe Glauco avait une autonomie de 9 760 milles nautiques (18 080 km) à 8 noeuds (15 km/h) ; en immersion, elle avait une autonomie de 110 milles nautique (200 km) à 3 noeuds (5,6 km/h).
Les sous-marins étaient armés de huit tubes lance-torpilles internes de 53,3 cm (21 pouces), quatre à l'avant et quatre à l'arrière. Ils transportaient un total de 14 torpilles. Ils étaient également armés de deux canons de pont de 100 mm (3,9 in) calibre 47 Mod. 1931, un à l'avant et un à l'arrière de la tour de contrôle (kiosque), pour le combat en surface. Leur armement anti-aérien consistait en une ou deux mitrailleuses Breda Model 1931 de 13,2 mm.

## Construction et mise en service
Le Otaria est construit par le chantier naval Cantieri Riuniti dell'Adriatico (CRDA) de Monfalcone en Italie, et mis sur cale le 17 novembre 1933. Il est lancé le 20 mars 1935 et est achevé et mis en service le 20 octobre 1935. Il est commissionné le même jour dans la Regia Marina.

## Historique
Après son entrée en service, le Otaria est affecté au IVe groupe de sous-marins à Tarente et en 1936, il a été transféré à Naples. Entre décembre 1936 et août 1937, il participe clandestinement à la guerre civile d'Espagne avec deux missions (opérant à la fois dans les eaux espagnoles et dans le canal de Sicile). Dans un seul cas, il réussit à mener l'attaque, lançant sans succès une torpille contre un destroyer.
En 1938, il opère en mer Rouge et dans l'océan Indien (basé à Massawa) pour tester les qualités de la classe dans les mers chaudes. Mais au début de la guerre, il retourne en Italie.
Du 19 juin au 5 juillet 1939, il effectue une croisière dans l'océan Indien avec un autre sous-marin, le Benedetto Brin, avec des résultats plutôt décevants.
Après une courte période en Méditerranée, il est décidé de l'envoyer dans l'Atlantique. Le Otaria quitte La Spezia le 23 septembre 1940 et passe le détroit de Gibraltar cinq jours plus tard. Mais de graves défaillances se produisent et obligent le sous-marin à se diriger immédiatement vers Bordeaux (où se trouve la base atlantique de Betasom),,.
Le 14 octobre, il quitte la base pour sa deuxième mission dans l'Atlantique. Le 17 octobre, il est attaqué par un hydravion Short Sunderland, mais parvient à le repousser et à l'endommager. Entre le 30 octobre et le 3 novembre, il aperçoit plusieurs navires marchands à plusieurs reprises, mais il ne peut pas les attaquer en raison de défaillances et du mauvais temps. Le 5 novembre, il tente de frapper un grand navire marchand avec deux torpilles, mais échoue. Quatre jours plus tard, il repère un porte-avions et trois destroyers, mais ne peut les approcher en raison du mauvais temps,.
Le 24 janvier 1941, il s'embarque pour la troisième mission mais d'importants échecs surviennent et obligent à son retour. Le Otaria arrive à Bordeaux le 1er février,.
Le 6 février, il peut partir et, au bout d'une semaine, il arrive dans sa zone d'embuscade. Cependant, n'ayant trouvé aucun navire, il commence sa route de retour le 24, pour atteindre sa destination le 1er mars.
Le 8 mai, il quitte Bordeaux sous le commandement du capitaine de corvette Giuseppe Vocaturo et, malgré de nouveaux problèmes mécaniques, le 20 mai, il réussit à torpiller et à couler le vapeur anglais Starcross (4 662 tonneaux de jauge brute). Trois jours plus tard, au large de la Gironde, il sauve deux survivants (les seuls) du bateau de pêche français Notre Dame de Chalet, qui a été coulé par un sous-marin britannique. Le 25 mai, le Otaria accoste à Bordeaux.
Le 7 septembre 1941, il quitte Bordeaux pour retourner en Méditerranée. Après une semaine, il franchit le détroit de Gibraltar (souffrant également de destroyer anti-sous-marin qui n'a cependant pas causé de graves dommages) et le 19, il arrive à Naples.
Le 31 janvier 1942, il participe aux tentatives de sauvetage des hommes pris au piège dans l'épave du sous-marin Medusa, coulé par le sous-marin britannique HMS Thorn (N11). À partir de 1h20 du 1er février, le Otaria (sous le commandement du capitaine de corvette Emilio Berengan) a commencé à pomper de l'air dans l'épave et a continué jusqu'à 19h du lendemain, quand la violence de la mer (le temps s'était en fait aggravé) a fait perdre son ancrage au fond. Le Otaria a commencé à être poussé par les vagues et cela a provoqué la rupture des tuyaux. Le sous-marin a été contraint de s'éloigner (lorsque, le 4 février, la tempête s'est calmée, les survivants du Medusa étaient alors décédés).
Le 13 juin 1942 (alors qu'il était en mer dans le cadre de la bataille de la mi-juin), il est attaqué par un hydravion Short Sunderland que le sous-marin frappe avec ses mitrailleuses, endommageant l'hydravion et le forçant à battre en retraite.
Il effectue ensuite quatre missions de transport vers la Libye, transportant un total de 119 tonnes de provisions (63 tonnes d'essence, 45,3 tonnes de munitions et 11,3 tonnes de fournitures).
Il a participé à la bataille de la mi-août, mais n'a pas pu se résoudre à attaquer.
Usé par le service de guerre, il est affecté en février 1943 à l'école de sous-marins de Pula pour laquelle il effectue 101 missions d'entraînement.
Après l'armistice du 8 septembre 1943 (Armistice de Cassibile), il se rend aux Alliés à Augusta et de là part pour Malte . Le 6 octobre 1943, il retourne en Italie et est ensuite employé par les Alliés pour des exercices anti-sous-marins.
Le 1er février 1948, il est déclassé et radié de la liste de la Marine puis envoyé à la casse.
Il a effectué 14 missions offensives (6 en Atlantique et 8 en Méditerranée), 14 missions de transfert, 4 missions de transport et 101 missions d'entraînement, parcourant 14 439 milles nautiques (26 741 km) en surface et 1 355 milles nautiques (2 509 km) sous l'eau dans la seule utilisation en Méditerranée .